# Rhabderemia indica
Rhabderemia indica är en svampdjursart som beskrevs av Arthur Dendy 1905. Rhabderemia indica ingår i släktet Rhabderemia och familjen Rhabderemiidae.
Artens utbredningsområde är havet utanför Indien. Inga underarter finns listade i Catalogue of Life.